# Austrotichus
Austrotichus is een geslacht van wantsen uit de familie van de Scutelleridae (Pantserwantsen). Het geslacht werd voor het eerst wetenschappelijk beschreven door Gross in 1975.

## Soorten
Het genus is monotypisch en bevat alleen de volgende soort:

- Austrotichus rugosus Gross, 1975